# Pteronymia rufocincta
Pteronymia rufocincta är en fjärilsart som beskrevs av Osbert Salvin 1896. Pteronymia rufocincta ingår i släktet Pteronymia och familjen praktfjärilar. Inga underarter finns listade.